# Nephrurus amyae
Nephrurus amyae är en ödleart som beskrevs av  Couper och GREGSON 1994. Nephrurus amyae ingår i släktet Nephrurus och familjen geckoödlor. Inga underarter finns listade i Catalogue of Life.